# Морской музей (Пиран)
Морской музей имени Сергея Машеры (словен. Pomorski muzej »Sergej Mašera«) расположен в Пиране, Словения, в здании дворца Габриелли-Де Кастро (итал. Gabrielli-De Castro). Основан в 1954 году как городской музей Пирана. С 1967 года носит имя Сергея Машеры — героя Второй мировой войны в Югославии словенского происхождения.

## Собрание
Музейная экспозиция рассказывает об истории словенского мореходства и смежных отраслей. В неё входят:
- Главная морская историческая и художественная коллекция — содержит старинные карты (среди них единственный атлас Пьетро Коппо, полностью сохранившийся с XVI века), модели кораблей различных типов (в том числе авторства Габриэля Грубера), навигационные инструменты, судовое оборудование, флотскую униформу, картины художников-маринистов, фотографии кораблей и многое другое. Кроме торгового флота, коллекция также отчасти рассказывает о военно-морских флотах стран, в состав которых на протяжении веков входила современная территория Словении.
- Археологическая коллекция на тему заморской торговли с доисторических времен до Средневековья.
- Этнологическая коллекция на тему рыболовства — содержит модели кораблей и снасти для частной и промышленной рыбной ловли и рассказывает о различных способах обработки рыбы.

Музейная библиотека содержит около 14000 единиц хранения из старой городской библиотеки, дополненных новой профессиональной литературой.
У музея имеются три филиала:
- Сечовельские соляные пруды[словен.] (словен. Sečoveljske soline) — филиал, посвященный соледобыче, на примере старых фотографий, масштабных моделей, аксессуаров и предметов из повседневной жизни соледелов рассказывает о процессе производства соли из морской воды.
- Этнографический памятник «Тонина хиша»[словен.] (словен. Tonina hiša) — филиал рассказывает о крестьянском быте местной зажиточной фермерской семьи и процессе производства оливкового масла.
- Уличный музей (словен. Ulični muzej) в городе Изоле.

## Галерея

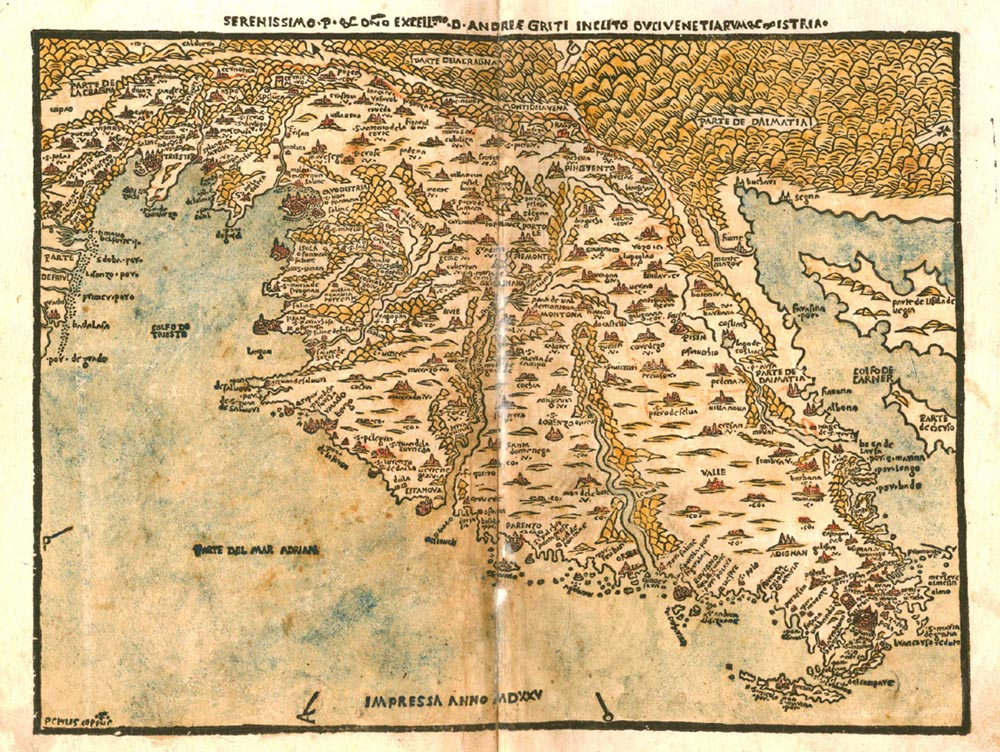
Карта полуострова Истрия работы Пьетро Коппо
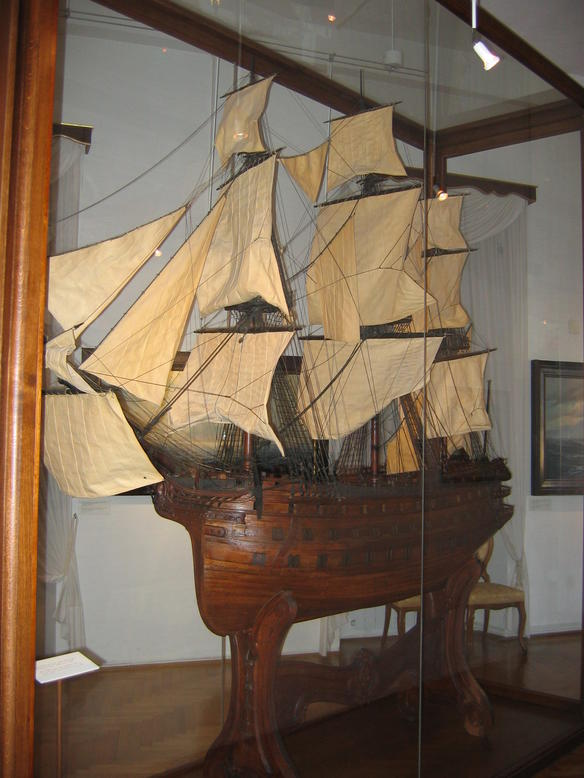
Модель корабля «Император Карл VI» работы Габриэля Грубера
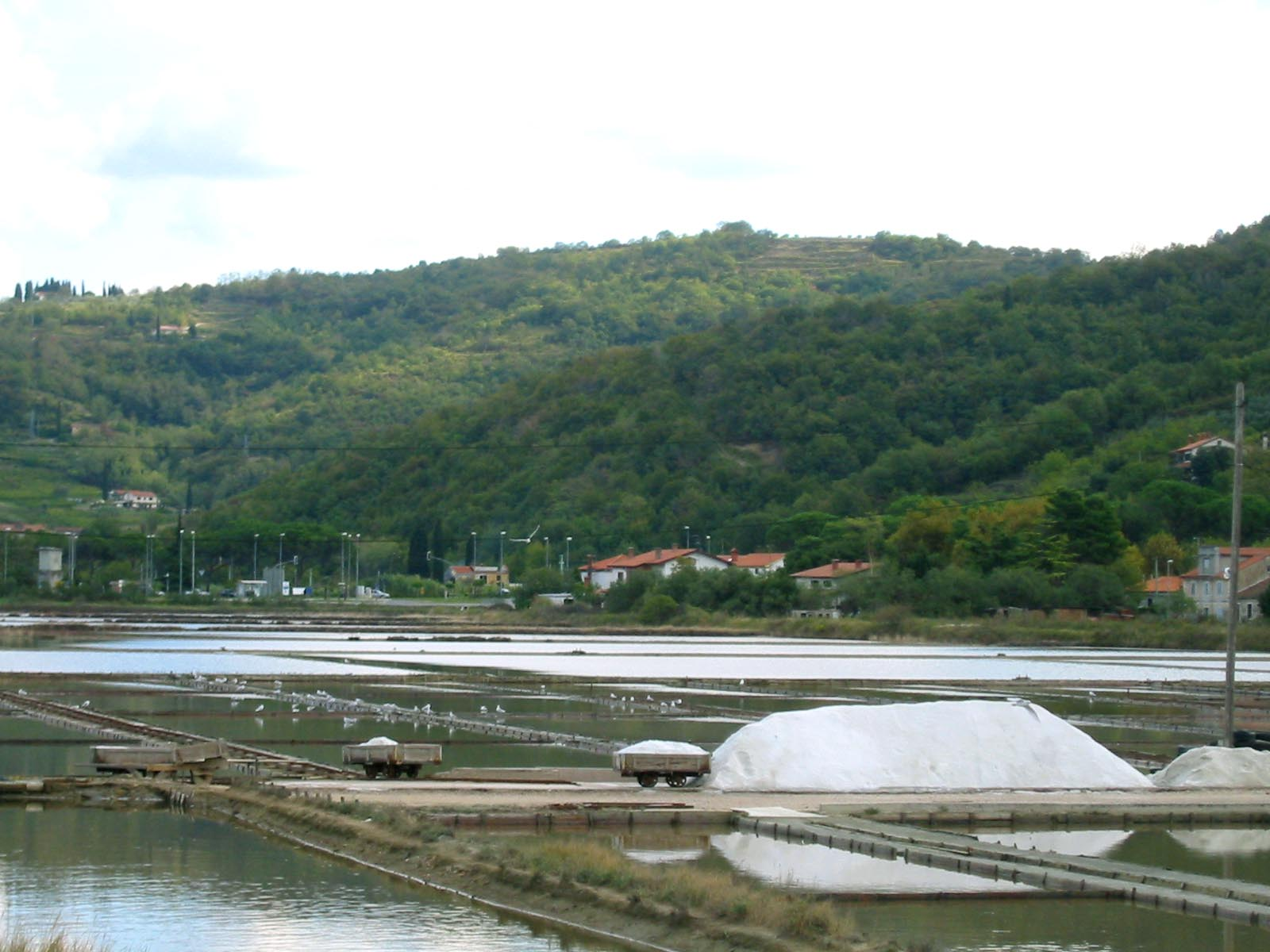
Соляной пруд в поселке Сечовлье
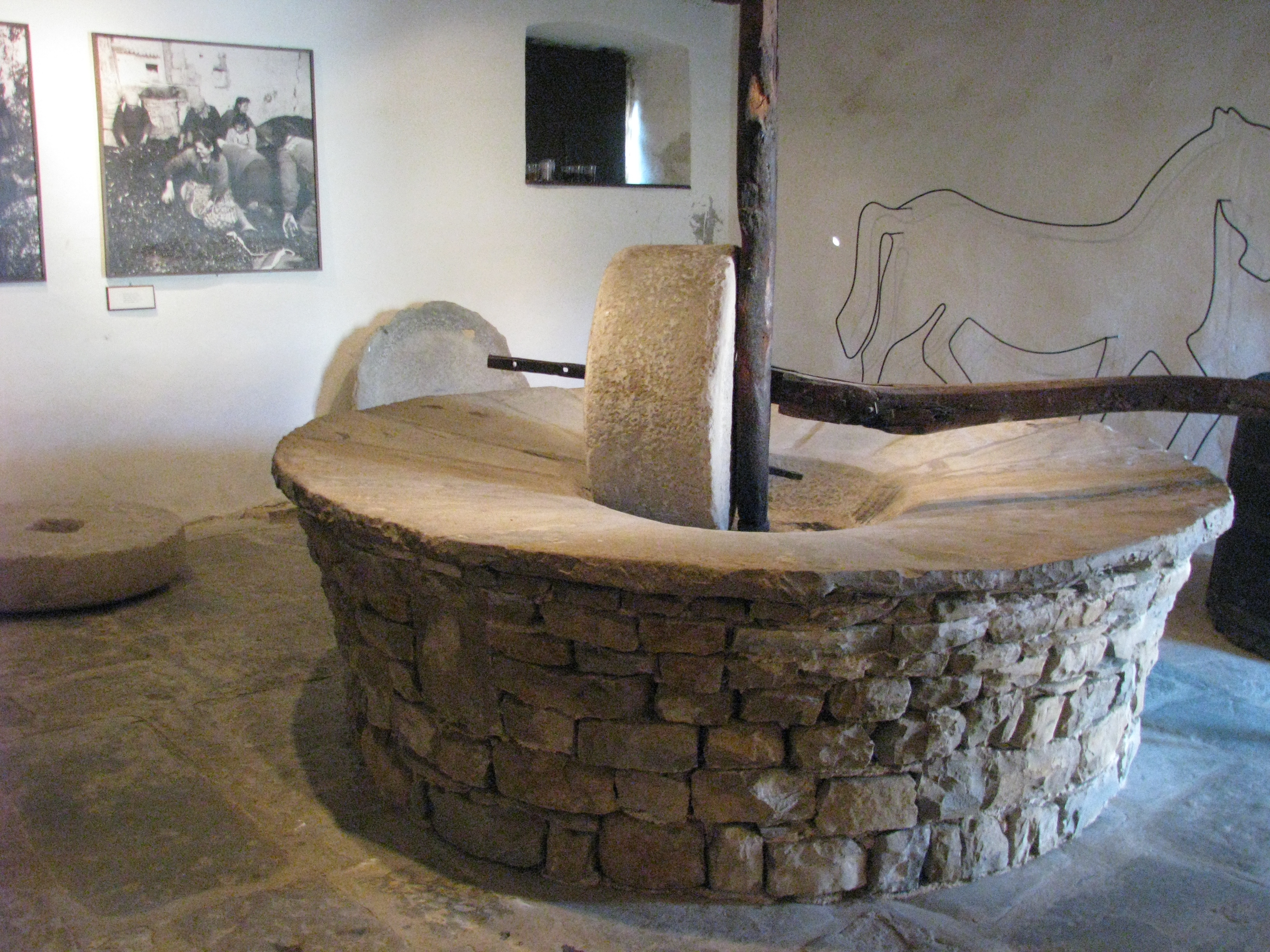
Маслобойня в поселке Свети Петер